# Anabasis lachnantha
Anabasis lachnantha là loài thực vật có hoa thuộc họ Dền. Loài này được Aellen & Rech.f. mô tả khoa học đầu tiên năm 1961.